# Бомбардировка Кумагаи во время Второй мировой войны
Бомбардировка Кумагаи во время Второй Мировой Войны (яп. 熊谷空襲 Kumagaya-kūshū)  14 августа 1945 года была частью кампании стратегических бомбардировок, проводимой Соединенными Штатами Америки против военных и гражданских объектов и населенных пунктов во время кампании Союзников против Японии в завершающие этапы Второй мировой войны .

## Предыстория
Хотя японское правительство уже согласилось принять условия Потсдамской декларации и безоговорочно капитулировать перед союзниками 14 августа, ВВС США уже начали еще одну бомбардировку японских городов Исесаки, Гунма и Кумагая, Сайтама, и не собирались отзывать решение о бомбардировке, поскольку капитуляция еще не была официально принята правительством Соединенных Штатов. Экипажи 314-го бомбардировочного крыла знали, что война почти закончилась, и, по словам корреспондента New York Herald Tribune Гомера Бигарта, никто (из летчиков) не хотел умирать из-за цели, которая была «жалко маленьким городом, не имеющим большого значения».
В то время в городе Кумагая не было крупных объектов военного значения, за исключением производства некоторых авиационных запчастей для компании Nakajima Aircraft Company и Военно-воздушной академии Императорской японской армии Кумагая. Согласно переписи 1940 года, население города составляло 45 000 человек.

## Воздушные бомбардировки
14 августа 1945 года 77 бомбардировщиков Boeing B-29 Superfortress 314-го бомбардировочного крыла и 16 Boeing B-29 313-й бомбардировочной эскадрильи стартовали с баз на Гуаме.  Главный самолет нес шесть 1000-фунтовых фугасных бомб, приспособленных для взрыва в воздухе, над городом. План состоял в том, что жители города будут искать убежище под землей, а оставшиеся самолеты будут бомбить секторами со всех сторон, чтобы испепелить попавшихся в ловушку мирных жителей. Кроме того, была надежда на то, что шум взрыва будет настолько сильным, что японские власти сочтут, что город был уничтожен ядерным оружием.
Четыре самолета были вынуждены прервать полет из-за технических проблем, а остальные 89 самолетов достигли цели 15 августа в 00:23, в ясную погоду. Бомбардировка продолжалась до 01:39 с высоты от 14 000 до 17 000 футов, было сброшено 356 зажигательных бомб M17, 1372 M19 и 6321 химических бомб M47 . Таким образом, общее количество сброшенных бомб составило 96 833 тонны на квадратную милю, что более чем в три раза превышает среднее количество, сброшенное на другие японские города во время войны.
Японцы не оказали сопротивления, и все атакующие самолеты благополучно вернулись, а пять самолетов направились на остров Ио (Иводзиму) из-за технических проблем.
Возникшая в результате огненная буря уничтожила большую часть Кумагаи, было разрушено 74% от общей площади города. Это включает 3630 строений, или 40% зданий в городе. Потери составили 266 погибших гражданских лиц и более 3000 раненых, или примерно 28% населения города. Обращение императора Хирохито, подтверждающее согласие Союзников на капитуляцию Японии, было сделано в полдень, 15 августа по японскому времени.